# キンボール・インターナショナル
キンボール・インターナショナル (Kimball International) は、「キンボール・オフィス (Kimball Office)」、「ナショナル・オフィス・ファーニチャー (National Office Furniture)」、「キンボール・ホスピタリティ (Kimball Hospitality)」の3ブランドを展開する家具製造会社。この会社は、19世紀から20世紀にかけての一時期に世界最大のピアノとオルガンの製造業者であったW・W・キンボール・アンド・カンパニー (W.W. Kimball and Company) の後継会社である。

## 歴史

### キンボール・ピアノ、オルガン
この部門は、1857年にシカゴでウィリアム・ウォレス・キンボール（1828年 - 1904年）が設立したW・W・キンボール・アンド・カンパニーというピアノ販売業者が起源である。1864年、キンボールは宝石店の一角に構えていた最初の店舗から移転して、クロスビーズ・オペラ・ハウスの館内に販売店を構え、チッカリング (Chickering & Sons)、J&Cフィッシャー・ピアノ・カンパニー　(the J & C Fischer Piano Company)、ハレット&デイヴィス (Hallet & Davis)、F・C・ライト (F.C. Lighte)、ジョセフ・P・ヘイル (Joseph P. Hale)、W・P・エマーソン・ピアノ・カンパニー (W.P. Emerson Piano Company) など、東海岸のピアノ製造業者の製品を取り扱った。キンボールは、ピアノよりは安価なリード・オルガンも販売していた。1871年には、シカゴ大火がキンボールの商業施設を全て破壊したが、キンボールは自宅を拠点に販売を継続し、販売業を再建した。

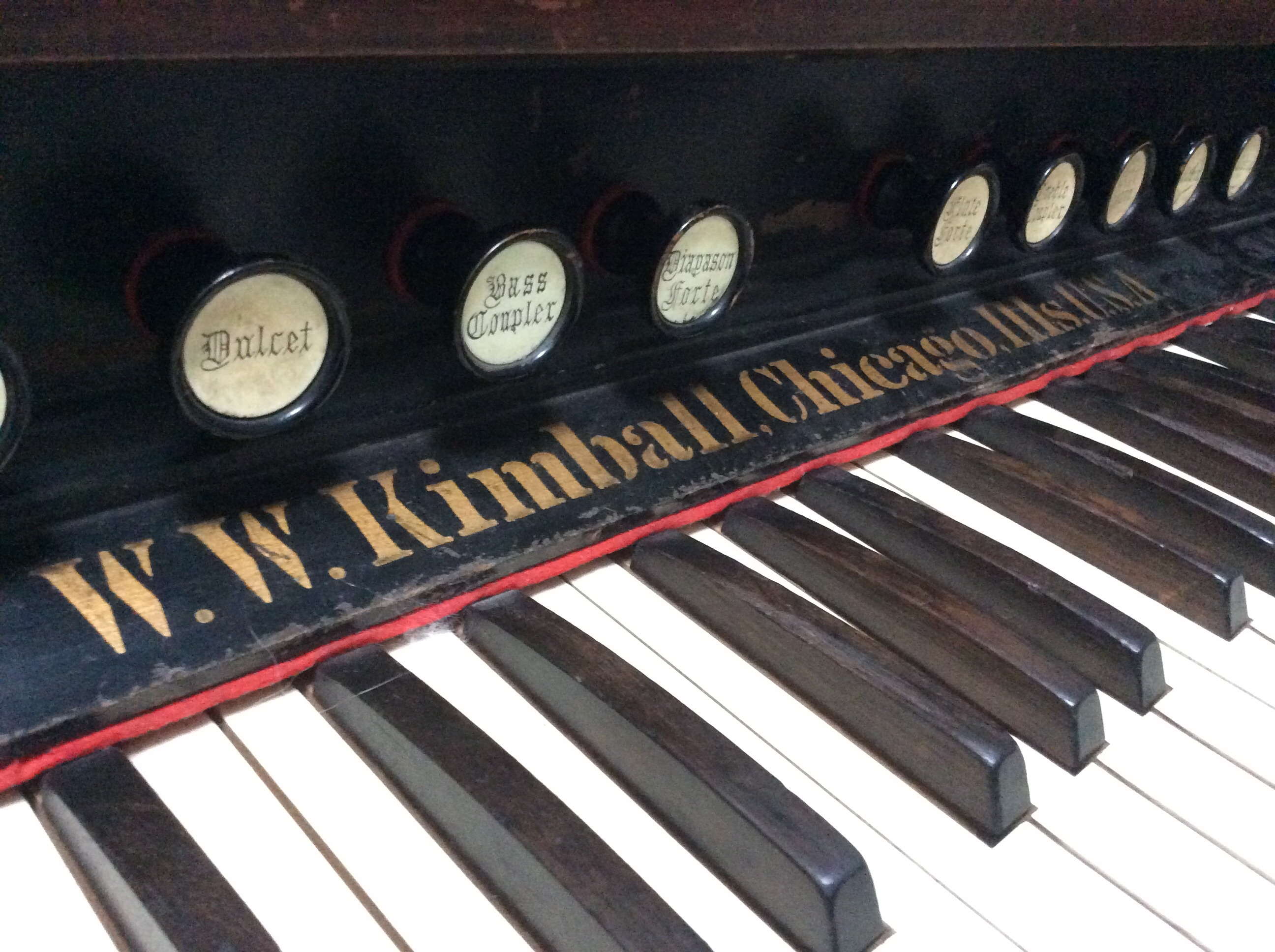
19世紀末に製造された、キンボールのリード・オルガンの鍵盤の一部。

1877年、W・W・キンボールは、J・G・イヤーハフ・カンパニー (J.G. Earhuff Company) のアクションと下請けに製作させたケースを使って、自前のリード・オルガンの組み立て製造を始めた。その3年後には、完全に自社による製造を始めた。1882年、キンボール社が法人化され、リード・オルガンを製造する大規模な工場が建設された。その後、程なくして工場は年間15,000台のオルガンを生産するようになり、世界最大のオルガン製造業者となった。キンボールは、1922年にリード・オルガンの生産を止めたが、これまでに生産した台数は、403,390台に達していた。
1887年、キンボールは5階建のピアノ製造工場の建設に着手し、翌年には高品質のピアノを500台生産した。キンボールは、スタインウェイ・アンド・サンズやベヒシュタインから熟練の技術者たちを引き抜き、彼らが、ピアノの製造工程を改善していった。1893年、シカゴ・コロンブス万国博覧会で、キンボールは「シカゴ・コロンブス万国博覧会賞 (Worlds Columbian Exposition Award)」を受賞した。キンボールは、高い品質、効率的な製造、他の諸都市や遠隔地を担当する35人から40人の出張販売員を各地に派遣する説教的な販売手法で知られていた。東海岸の主要なピアノ製造業者たちは、シカゴの博覧会を相手にしなかったが、これはシカゴの地元びいきを恐れたためでもあり、また、彼らのブランドの伝統への忠実さとは哲学的に全く異なる、キンボールの近代的な効率性追求が、売り上げの面でも脅威になっていたという事情があった。
1890年、キンボールは、イギリス人のフレデリック・W・ヘッジランド (Frederic W. Hedgeland) を雇ったが、彼はロンドンで自分の家族が経営するオルガン製造業者W・M・ヘッジランド (W.M. Hedgeland) で修行を積んでいた。ヘッジランドは、大ぶりのアップライト・ピアノ程度の大きさで可搬式パイプオルガンの設計を主導した。キンボールのパイプオルガン部門は、大規模な、常設型のパイプオルガンも手がけ、1901年にはモルモン・タバナクルにもパイプオルガンを設置した。1942年にパイプオルガン部門は廃止されたが、それまでに合わせて7,326台ほどが設置されていた。
キンボールは、自動ピアノにも関わり、1901年に最初の自動演奏機構を手がけた。同様に、1915年から1925年にかけて、キンボールは蓄音機も製造して人気のラインとなった。
第二次世界大戦中、キンボールは、ボーイング、ダグラス、ロッキードなど主要な軍用機製造業者のために、航空機の部品を製造した。戦後、ピアノの製造が再開されたが、W・W・キンボール・ジュニア (W.W. Kimball Jr) が、いくつも財務上の判断の誤りを重ねたこともあって、社運は傾いた。1950年代半ば、キンボールはシカゴ郊外のメルローズ・パークに豪華な新工場を建設したが、コストのかさむこの工場の低い生産性は、売れ行きの後退と相まって、会社に深刻な財務上の危機をもたらした。キンボールは、世界最大のピアノ製造会社の地位から、第7位まで転落し、破綻寸前の状態に追い込まれた。
1959年、W・W・キンボール・カンパニーは、キンボール家の最後の相続人から、アーノルド・F・ハビッグ (Arnold F. Habig) によって買収され、ハビッグが創設して1950年から事業を始めたジャスパー・コーポレーション (The Jasper Corporation) の完全子会社となった。やがて両者は合併し、後にキンボール・インターナショナルと改称した。
ピアノ製造工程は、インディアナ州南部のウェスト・バーデンに移転し、再び活性化して成長を始めた。企業買収から10年後、キンボールは再び世界最大のピアノ製造会社に返り咲いた。

### ジャスパー・コーポレーションからキンボール・インターナショナルへ
ジャスパー・コーポレーションは、1950年にインディアナ州ジャスパーで、テレビ受像機のキャビネット、台所のキャビネット、オフィス家具などを製造する企業として設立された。ジャスパーは、テレビ関係の売り上げの拡大や、垂直統合への投資によって繁栄し、自社一貫生産を実現した。1959年、ジャスパー社 (Jasper, Inc.) は、W・W・キンボール・カンパニーを完全に所有する子会社とした。ジャスパーは、キンボールのピアノ製造を1961年に、ジャスパーの町から26マイル (42 km)ほど北東のウェスト・バーデン・スプリングスに移した。インディアナ州で製造された最初期のピアノは、品質に問題を抱えていたが、この問題は解決され、ピアノの質は向上した。1966年、ジャスパーはオーストリアの有名なピアノ製造会社ベーゼンドルファーを買収した。
1969年の時点で、キンボールは世界最大のピアノ製造会社に返り咲いていた。1960年代から1970年代にかけての最盛期には、年間およそ100,000台ほどのピアノとオルガンを生産していた。平均的な1日には、250台のピアノと150台の電子オルガンが工場から出荷されていた。インディアナ州のキンボールから出荷されたグランド・ピアノは、比較的小型の4フート5インチ (135 cm)モデルから、大型の6フート7インチ (201 cm)モデルまで多様であった。ウィーンでは、傘下のベーゼンドルファーがコンサート用のグランド・ピアノを製造しており、最も大型では 9フィート6インチ (290 cm)のベーゼンドルファー・モデル290がある。キンボールは、アップライト・ピアノも42-インチ (110 cm)と46-インチ (120 cm)のサイズを製造しているが、より小型のスピネット・モデルは製造していない。この方針は、競争相手たちに、より大きな利益を出す余地を与えていた。ただし、キンボールは、アップライトとスピネットの中間サイズの、安価なコンソールのピアノをテキサス州との国境に近いメキシコのレイノサは下請け工場においてキムコ (Kimco) というブランドで製造している。
ピアノやオルガンの売り上げの成功を踏まえ、ジャスパーはキンボールのブランドの力を梃子にして、オフィス家具や家庭用家具、電子機器の認知度を押し上げようとした。キンボールのブランドの方が、ジャスパーのブランドよりも、はるかに大きな認知を得ていることを認識した経営陣は、1974年にジャスパーの社名を、キンボール・インターナショナルに変更し、1976年9月に普通株500,000株の公開会社に移行した。
キンボール・インターナショナルは、1869年創業のニューヨークのピアノ製造業者クラカウアー・ブラザーズを、1980年に買収した。キンボールは5年間にわたってニューヨークでクラカウアーを経営したが、結局は工場を閉鎖した。
1980年代から1990年代にかけて、世界的にピアノやオルガンの購入量が減っていったため、キンボール傘下のピアノやオルガンは、1996年2月に製造が止められた。キンボールが最後に製造したグランド・ピアノは、製造に関わった従業員や会社の役員全員がサインをして、インディアナ州ジャスパーのキンボールのショールームに残されて、展示されている。ベーゼンドルファー・ブランドのピアノには、何らの影響もなかったが、ベーゼンドルファーは2002年にオーストリアの買い手に売却された。

## 現在
2014年10月31日、キンボール・インターナショナルは、キンボール・エレクトロニクス (Kimball Electronics) の分社化を発表し、この結果、キンボール・インターナショナルは新たに家具製造会社となった。

### キンボール・オフィス
キンボール・オフィス (Kimball Office) は、1970年に最初のデスクを製造した。その後、キンボール・オフィスの製品ラインは、ケース類、システム家具、椅子類、ファイリング、テーブルなどを含む、幅広く拡大されたものとなった。

### ナショナル・オフィス・ファーニチャー
1980年、キンボール・インターナショナルは、ナショナル・オフィス・ファーニチャー (National Office Furniture) を立ち上げて、中価格帯のオフィス家具を生産し始めた。

### キンボール・ホスピタリティ
キンボールは、1985年に宿泊関連事業に参入した。キンボール・ホスピタリティ (Kimball Hospitality) は、ラスベガスのホテルやカジノの14,000室以上の家具調度を整えている。

## 受賞・栄誉
- 2004年：キンボール・インターナショナルは、『フォーブス』誌の「アメリカの最も尊敬される企業 (America's Most Admired Companies)」に選ばれた[4]。
- 2006年：キンボール・インターナショナルは、『Occupational Hazards』誌から、キンボール・オフィス、チェリー・ストリート (Cherry Street) の製造現場が、「アメリカで最も安全な会社10 (10 Safest Companies in America)」に選ばれた。
- 2007年：キンボール・インターナショナルは、『フォーブス』誌から「プラチナ400 (Platinum 400)」、別名「アメリカの最優良大企業 (America's Best Big Companies)」に選ばれた[5]。
- 2015年：キンボール・インターナショナルは、「the Great Place to Work」の認証を受けた。
- 2016年：キンボール・インターナショナルは、「the Great Place to Work」の認証を再度受けた。